# Ampelográfia

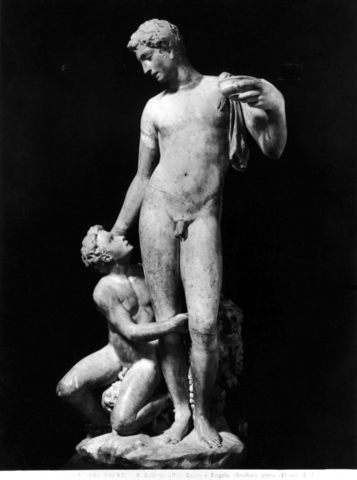
Ampelosz és Bacchus római kori szobor, Uffizi, Firenze

Az ampelográfia (ampelológia) a szőlőfajták leírásával, rendszerezésével foglalkozó tudomány.

## Leírása
Görög eredetű elnevezés, az ampelosz jelentése szőlőtő. A görög mitológia szereplője Ampelosz szatír egy szilfa ágain ülve, egy arra felfutó szőlő növényről egy fürtöt szakítva, lebukott és meghalt, Zeusz pedig szőlőtőkévé változtatta, Ampelosz törzséből szölőtőke, ujjai ágakká, haja szölőfürtökké vált, két lába pedig gyökeret vert.
Az ampelográfia a szőlőfajták leírásával, jellemzésével foglalkozó tudomány.
Változatai: 
- Gyakorlati ampelográfia (termesztett alany-, borszőlő-, csemege és direkttermő szőlőfajták)
- Tudományos ampelográfia (nem termesztett fajták és fajok is)

## Története

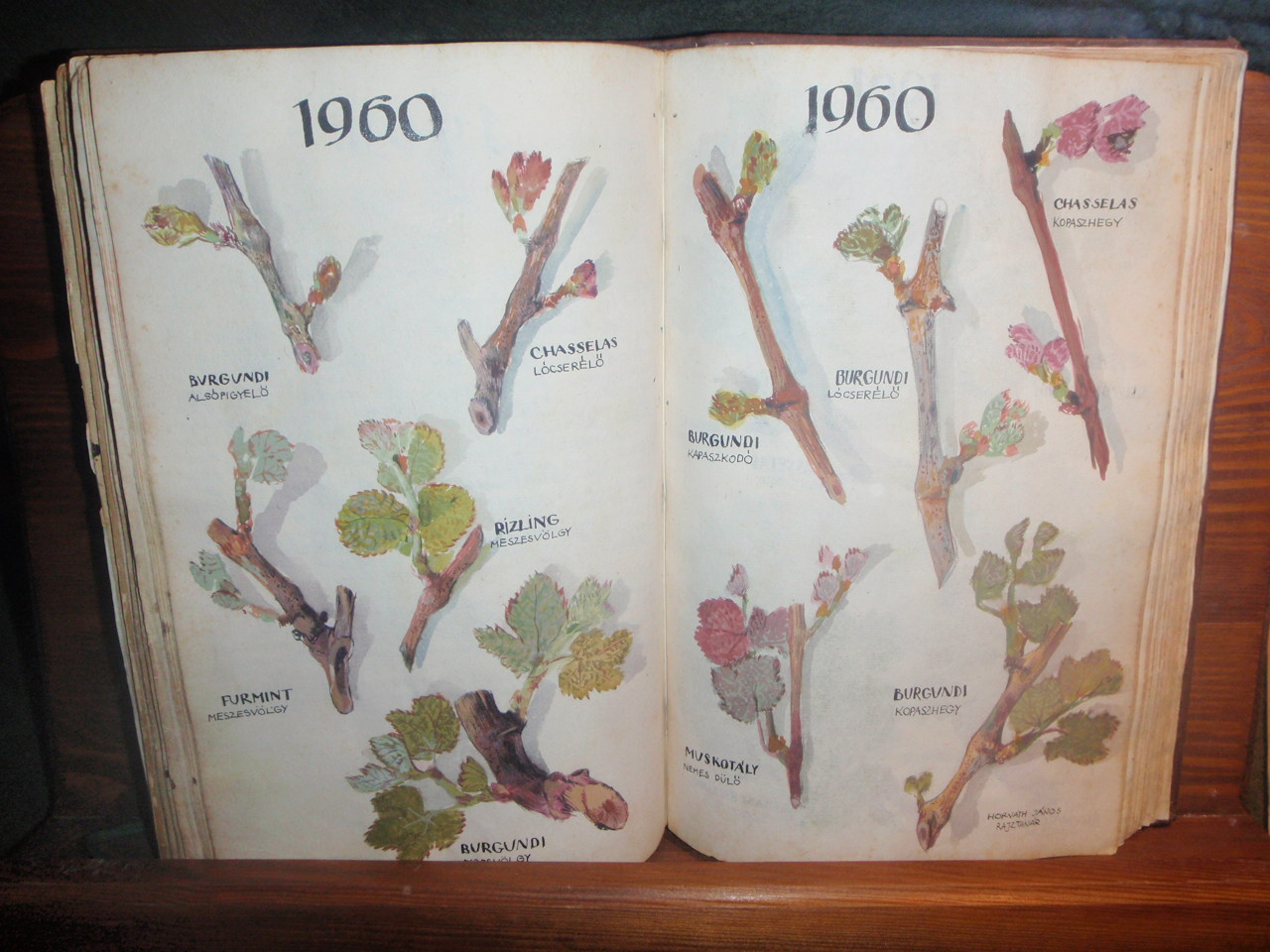
Szőlő jövésnek könyve

A fajták és fajok rendszerezésével már Démokritosz és Naturalis Historia című munkájában Plínius is foglalkozott, utóbbi munkájában 
– a szőlőbogyót nagysága, színe, íze szerint osztályozta.
– közönségesen (fekete–fehér) – fürt szerint
– eltarthatóság szerint (mennyezet, cserépedény, hordóba, füstölve, mustba téve, tőkén hagyva)
– földrajzi hely szerint (aminaea stb.)
A középkorban rendszerezés nem volt, csak leírás és termesztés. Linné: Vitisvinifera leírása, a faj botanikai besorolása.
A 19. századtól a rendszerezéssel származási és földrajzi, ökológiai elterjedtség szerint már több magyar és külföldi is próbálkozik, de e területen csak a 20. századtól van ugrásszerú fejlődés.
A szőlészettel foglalkozó tudományág első kísérleti állomását a világon elsőként Herman Ottó javaslatára, a szőlőket pusztító amerikai gyökértetű, a filoxéra miatt az első Tisza István-kormány állította fel itt Magyarországon, a párizsi Pasteur intézet is csak 7 évvel később épült fel. A kísérleti állomást 1890-ben Bethlen András miniszter átszervezte, létrehozva a Magyar Királyi Állami Rovartani Állomást, amely az 1896. évi törvény 5. törvénycikke hívta életre a Magyar Királyi Központi Szőlészeti Kísérleti Állomást és Ampelológiai Intézetet, amellyel az ország első mezőgazdasági kutatótelepe alakult ki.
Az intézet épületében volt az igazgatóság, könyvtár, múzeum, konferenciaterem és a „Magyar királyi felsőbb szőlő- és borgazdasági tanfolyam”. Az épület ugyan I. és II. világháború alatt jelentősen károsodott, később az épületeket nem az eredeti állapotukban építették újjá, de ma is láthatók az eklektikus stílusú téglaépületeken díszítésként a terrakotta szőlőfürtök és a Bacchus-fej.
Az Ampelológiai Intézet épületében született az elhatározás, melynek eredményeként 6 szőlő és bortermelő ország 1924-ben megalapította a párizsi székhelyű érdekképviseletét (OIV. ma Nemzetközi Szőlészeti és Borászati Szervezet), amelynek mára 46 tagországa van.
Az intézet első neves ismertebb munkatársai volt Istvánffi Gyula, K. Tompa Artúr, Kövessi Ferenc, Pálinkás Gyula, Dicenty Dezső, Andrasovszky József, Requinyi Géza és Sántha László. Azonban a borászat máig is első nagydoktora Soós István volt, aki 1943-ban kísérletügyi igazgató, 1946-tól az intézet helyettes igazgatója, majd igazgatójaként irányította 1950-ben az intézet átszervezését Szőlészeti Kutató Intézetté, melynek igazgatója maradt 1955-ig.
Később az ampelográfia tudományát Katona József, Mercz Árpád, Ásvány Ákos, Ferenczi Sándor, Prehoda József, Csizmazia Darab József, Csepregi Pál és még sokan mások neve fémjelezte, akik a szőlőre és borra vonatkozó kémiai, mikrobiológiai és nemesítési ismeretek bővítésével elősegítették a szőlészet és a borászat fejlesztését.